# Награда „Борислав Пекић”
Награда „Борислав Пекић” додељивана је у виду две књижевне стипендије за прозно дело у настајању. Награду је додељивао Фонд „Борислав Пекић” у периоду од 1993. до 2012.

## Историјат
Фонд „Борислав Пекић” (прво: Фондација) основан је 1993. године са циљем да се стара о коришћењу и објављивању рукописне заоставштине Борислава Пекића. Исте године, на предлог Љиљане Пекић, супруге Борислава Пекића, и његових пријатеља, установљена је Награда „Борислав Пекић”. Награду је додељивао Жири, а уручивана је добитницима 4. фебруара, на дан рођења Борислава Пекића (изузетно, за 2002. годину уручење је приређено на дан његове смрти). Свечано уручење приређивано је у Београдском драмском позоришту. Жири је последњи пут радио у саставу: Љиљана Пекић, академик Предраг Палавестра, проф. др Владислава Гордић Петковић, Милета Продановић и Гојко Божовић. Награда је последњи пут додељена за 2012. годину, али званично није укинута.

### Друго
Године 1995. Фонд је установио истоимену награду која се додељује београдским гимназијалцима за књижевне радове у три категорије: за прозу, поезију и есеј. Традиционално се уручује у Трећој београдској гимназији. Последњи пут додељена је 2019. године.

## Добитници

#### 1993.
- Светислав Басара, за синопсис романа Трговци белим робљем.
- Владислав Бајац, за синопсис романа Црна кутија.

#### 1994.
- Драган Великић, за синопсис романа Северни зид.
- Горан Петровић, за синопсис романа Опсада цркве Светог Спаса.

#### 1995.
- Јасмина Лукић, за синопсис студије Историја и мит у постмодернистичкој визури.
- Петар Лазић, за синопсис романа Дајте ми земљу један круг.

#### 1996.
- Јасмина Тешановић, за синопсис романа Сирена.
- Милета Продановић, за синопсис романа Плеши, чудовиште, на моју нежну музику.

#### 1997.
- Сретен Угричић, за синопсис романа Хартије од вредности.
- Гојко Божовић, за синопсис студије Борислав Пекић и савремена књижевност.

#### 1998.
- Љубица Арсић, за синопсис романа Икона.
- Милан Т. Ђорђевић, за синопсис романа Рушевина.

#### 1999.
- Драго Кекановић, за синопсис романа Опчињеност.
- Вуле Журић, за синопсис романа Б.

#### 2000.
- Ђорђе Писарев, за синопсис романа Под сенком змаја.
- Игор Маројевић, за синопсис романа Жега.

#### 2001.
- Ласло Блашковић, за синопсис романа Мадонин накит.
- Зоран Ћирић, за синопсис романа Хобо.

#### 2002.
- Александар Марчићев, за синопсис романа Сви животи Захарија Неузинског.
- Дамјана Мраовић, за синопсис студије Културни и политички идентитети у српској књижевности.

#### 2003.
- Никола Маловић, за синопсис романа Лутајући Бокељ.
- Зоран Пеневски, за синопсис романа Мање важни злочини.

#### 2004.
- Саша Илић, за синопсис романа Свирач у Катакомби.
- Срђан В. Тешин, за синопсис романа Куварове клетве и друге гадости.

#### 2005.
- Немања Ротар, за синопсис романа Нетрпељивост.
- Саша Јеленковић, за синопсис романа Из једне у другу главу.

#### 2006.
- Веселин Марковић, за синопсис романа Ми различити.
- Мића Вујичић, за синопсис романа Овде почива Лав Толстој.

#### 2007.
- Боривоје Адашевић, за синопсис романа Крфска новела.
- Саша Обрадовић, за синопсис романа Врт љубави.

#### 2008.
- Слободан Владушић, за синопсис романа Forward.
- Владимир Кецмановић, за синопсис романа Топ је био врео.

#### 2009.
- Соња Веселиновић, за синопсис романа Кросфејд.
- Срђан Вучинић, за синопсис романа Незајаз.

#### 2010.
- Дејан Алексић, за синопсис романа Вина и пингвина.
- Срђан Срдић, за синопсис романа Сагоревања.

#### 2011.
- Бојан Бабић, за синопсис романа Девојчице, будите добре.

#### 2012.
- Слободан Бубњевић, за синопсис романа Седми народ.
- Берислав Благојевић, за синопсис романа Тиши од воде.